# Acer taurocursum
Acer taurocursum — вимерлий вид клена, описаний з однієї викопної самари, знайденої в осадових відкладеннях дна озера пізнього еоцену, відкритих у штаті Невада, США. Це один із кількох вимерлих видів, які живуть у секції Rubra.

## Опис
Загальна форма горішка A. taurocursum вузька, еліптична, помірно роздута, із заокругленим кінчиком. Ширина горішка 0.8 міліметра, довжина 2.5 міліметра. Загальна довжина самари становить приблизно 4.8 сантиметра, а ширина крила 1.5 сантиметра, яке майже повністю розташоване позаду горішка. Парні самари виду мають кут прикріплення 20°. Жилкування крила утворене приблизно двадцятьма жилками, які зливаються вздовж верхнього краю крила перед тим, як гостро дихотомізуватись і анастомозувати в мембрані крила. Форма горішка запропонувала Вулфу і Танаї розмістити його в секції Acer Eriocarpa. Тепер ця секція вважається частиною Acer Rubra.